# 인창환
인창환(印昌桓, 일본식 이름: 高木昌桓다카기 쇼칸, 1887년 3월 19일 ~ 1958년 2월 23일)은 일제강점기의 기업인 겸 관료로, 본적은 전라북도 전주부 대정정이다. 일제강점기시절, 친일반민족행위를 하였다

## 생애
1923년부터 1927년까지 삼남은행주식회사 이사를 역임했으며 1923년부터 1939년까지 전주무진(全州無盡)주식회사 이사를 역임했다. 1924년 6월 전주면협의회원으로 임명되었고 1931년 9월 전라북도 국방연구회 간사로 임명되었다.
1933년 전주금융조합장을 역임하는 동안 전주 숭덕학원을 경영했고 1934년 1월 전라북도 소작령실시촉진회 설립에 참여했다. 1934년 11월 3일 전라북도 전주군 소작위원회 정위원으로 임명되었으며 1935년 11월 20일 전주부회의원, 1936년 6월 전주상공회의소 부회두로 각각 임명되었다. 1936년 6월 3일부터 1939년 6월 2일까지 조선총독부 중추원 참의를 역임했으며 1938년 3월 27일 전주 민우회 정리위원을 역임했다.
1938년 11월 30일 전주공립공업보습학교 개축 확충비를 기부한 대가로 조선총독부로부터 포상을 받았으며 1940년 6월 1일 전주사범학교 용지를 기부한 대가로 조선총독부로부터 감수포장을 받았다. 1941년 9월 11일 조선임전보국단 발기인으로 참여했으며 1944년 9월 1일 전라북도상공경제회 설립위원으로 임명되었다.
친일파 708인 명단의 중추원 부문, 민족문제연구소의 친일인명사전 수록자 명단의 중추원 부문, 친일반민족행위진상규명위원회가 발표한 친일반민족행위 705인 명단에 포함되었다.

## 참고 자료
- 친일반민족행위진상규명위원회 (2009). 〈인창환〉. 《친일반민족행위진상규명 보고서 Ⅳ-15》. 서울. 42~52쪽.